# 北都銀行
株式会社北都銀行（ほくとぎんこう、英: The Hokuto Bank, Ltd.）は、秋田県秋田市に本店を置く地方銀行。
1895年に、現在の横手市で増田銀行として設立され、1922年に改称した地銀の羽後銀行が、1993年に第二地銀であった秋田あけぼの銀行を合併して発足した銀行である。横手市・にかほ市などの指定金融機関。
山形県に基盤を持つ地方銀行・荘内銀行と経営統合、同行と共に仙台市青葉区に本社を置く金融持株会社・フィデアホールディングス株式会社（フィデアHD）の傘下に入った。

## 概要
行名の「北都」は「北国の都＝秋田」を意味しており、金融サービスを通じて秋田が東北地方の政治・経済・文化の中心たる「都」として発展することに寄与したいという思いが込められている。
プロジェクトファイナンスなどの実行による地域経済の活性化に取り組んでおり、2014年8月には、北海道銀行と共に石狩市の風力発電事業に5億円のシンジケートローンを組成した他、翌2015年3月には秋田港内の工業団地に「ユナイテッドリニューアブルエナジー」が建設中である東北最大級の木質バイオマス発電所に関し、新生銀行と共に幹事を担い、総額106億円のシンジケートローンの組成もしている。さらに同年2月に明らかとなった、丸紅が秋田港と能代港で手掛ける洋上風力発電事業のSPCに秋田銀など共に参画した。このほか2016年5月20日には、北都銀系列のウェンティ・ジャパン（本社：秋田市）と三菱商事などが出資し「秋田潟上ウインドファーム合同会社」を設立。総事業費は200億円超を投じ、潟上市と秋田市の沿岸に風車を22基建設。2019年前半に稼働を開始し発電した電力を固定価格買取制度を使って東北電力へ売電する計画を明らかとしている。
また2015年1月には、内閣府による「女性が輝く先進企業表彰」で内閣総理大臣賞を受賞するなど、女性行員の登用にも積極的である。

## 沿革

### 増田銀行として創立
北都銀行の前身は、1895年（明治28年）5月3日に設立された「増田銀行」である。増田銀行が設立された秋田県平鹿郡増田町（現在の横手市）は、横手盆地の南西部に位置し、皆瀬川と成瀬川の合流点に近い。増田町は、両流域に点在する雄勝郡東部の各村の物資集散地として発展し、地域の中心商業地として栄えていた。増田町は地勢上の利点から多数の大地主が存在し、それぞれが事業を営んでいた。これらの大地主はいずれも、多くの小作人や葉たばこ、カイコ、クワの育成に従事する人々を抱えており、そうした人々への資金貸与や回収業務の煩雑さを軽減するため、これらを取り扱う銀行を設立する機運が高まっていた。
この時期、政府が「国立銀行条例」を発布しており、さらに日清戦争による好景気も重なり、秋田県内でもすでに数行の銀行が設立されていた。また、増田町出身の久米田正之助が東京の和仏法律学校（後の東京法学校、現在の法政大学の前身）にて法学を修めており、彼を中心に銀行設立の準備がなされた。
1894年（明治27年）12月13日、久米田正之助とその他増田の地主ら9人が発起人となり、株式会社増田銀行発起許可願および株式会社増田銀行目録見書を大蔵大臣宛に提出した。これは翌年2月25日（1月28日との記述もあり）に認可され、同年2月28日に創立総会を開催。同3月1日に設立免許申請書を提出し、3月28日に許可書が下付された。そして1895年5月3日、開業届を秋田県知事宛に提出し、増田銀行として開業（営業開始）した。会社設立登記については5月2日にされているが、開業日は5月3日として登記されており、この日を創立日としている。
創立当初から大正中期に至るまで、営業範囲は極めて狭い地域内に限られており、業績も横ばいが続いていた。そのため、中央経済界の変動が当地に影響を及ぼすまでには約1年の時差があり、影響の度合いも軽微なものであった。

### 羽後銀行への商号変更と事業拡大
1909年（明治42年）、早稲田大学政治経済学部を卒業した久米田正之助の長男・正治は無冠のまま増田銀行へ入行し、1916年（大正5年）11月の父急逝の後は家名襲用により二代目・久米田正之助を名乗り、1917年（大正6年）1月より専務取締役に就任した。久米田は、将来的には小銀行は淘汰されるだろうという考えから、従来の消極的な経営を打破するため、まず資本金の増資を計画し、1917年7月1日に従来の4倍となる20万円への増資を成功させた。さらに、県南の中心地である横手町（現在の横手市）に最初の支店を開設することを目指し、資本金をさらに50万円へと増資するとともに、取締役陣に初めて町外から横手町の富豪である杉田清治を招き入れた。また、横手支店の支店長には、土地の名望家である伊藤慶太郎に委嘱することを企画した。
1922年（大正11年）1月20日、株主総会において「羽後銀行」への商号変更、岩手県和賀郡湯田村川尻（後の湯田町、現在の西和賀町）および県都秋田市への支店開設、資本金の200万円への増資を決議し、土田万助を取締役に選任した。新たな商号は、律令国時代の旧国名である「羽後」に由来しており、発祥の地「増田」から脱皮し、全県的な広がりを目指す意図を込めて命名された。商号変更は1922年2月15日付で認可され、同年3月1日に「株式会社羽後銀行」へと改称した。

### 銀行法の成立と小銀行の合併
昭和金融恐慌の発生から半月後である1927年（昭和2年）3月30日に「銀行法」が公布され、翌年1月1日に施行された。当時、銀行の乱立による倒産が相次いでおり、銀行業務の公共性の高さに由来する信用回復などを目的に新法が制定された。羽後銀行はこの新法に合致する銀行となり、政府は当行の存続を基本とする一貫した合同政策を進めた。その結果、1928年（昭和3年）9月20日に大館銀行および仁賀保銀行と合併し、資金の増強や店舗網の拡充が図られた。両行との合併により、羽後銀行の資本金は大館銀行の70万円と仁賀保銀行の42.5万円を合わせて、312.5万円となった。
大館銀行は、当時の小林定修大館町長の呼びかけにより1921年（大正10年）10月に創立された。地域の産業振興と庶民金融を目的とし、株主は約400名、資本金は70万円で、大館町（現在の大館市）字馬喰町拾四番地に置かれた。当時、大館町にはすでに1898年（明治31年）に第四十八銀行（秋田銀行の前身）、1907年（明治40年）に第五十九銀行（青森銀行の前身、現在の青森みちのく銀行）、1916年（大正5年）に旧・秋田銀行がそれぞれ支店を開設しており、大館銀行の創立は比較的遅かった。
仁賀保銀行は、北能喜市郎が有志らとともに1919年（大正8年）9月12日に創立した。資本金は50万円で、由利郡金浦町（現在のにかほ市）に設立された。当時、同じ由利郡には本荘町（現在の由利本荘市）に本荘銀行（後に山形銀行へ合併）が設立されていたが、業態が安定せず、臨時休業や預金受入停止などが行われ、業況は不振であった。
また、大館銀行と仁賀保銀行の合併に加え、銀行法による都市銀行の郡部への進出抑制の動きもあり、仁賀保銀行の親銀行であった安田銀行（富士銀行の前身、現在のみずほ銀行）に本荘支店の譲渡を打診したところ、交渉は順調に進み、1928年（昭和3年）11月1日に羽後銀行本荘支店として発足した。これに加え、横手支店の譲渡も打診し、こちらも安田銀行から羽後銀行に譲渡された。

### 金融恐慌の影響
1932年（昭和7年）4月18日、平鹿郡植田村（後の十文字町、現在の横手市）に本店を置く植田銀行から事業譲渡を受けた。もともと、羽後銀行と植田銀行は本店所在地が近接しており、また両行役員間には交友があることから、小銀行の合併の機運が高まる時勢もあり、両行の合併は自然な成り行きと見られていた。昭和農業恐慌が深化すると、1930年（昭和5年）11月、資金調達が困難になった八戸銀行休業の報が入ると、青森県の第五十九銀行と岩手県の岩手銀行、盛岡銀行が取り付け騒ぎに遭い、日銀特融を受けるに至った。横手には盛岡銀行の支店が所在しており、同行横手支店における取り付け騒ぎは横手地区に本拠を置く羽後・植田・五業の3行にも波及し、五業は休業に追い込まれた。植田は羽後と合併するに至ったが、五業は廃業となった。
植田銀行は、当初「近合名会社」と称して1897年（明治30年）4月10日に植田村にて創立された。植田村は農村であったが、明治に入ってからは十文字通、浅舞・湯沢街道の四通路が交差する裏町衝突（つきあたり）の前に市が開かれるようになり、近村の農産物の集散地となっていた。明治24年から25年頃になると、米殻や生糸の仲介業者が現れ、資金供給を行う組織の必要性が高まったため創立された。創立時の資本金は1万円であったが、すぐに資金不足となり、1900年（明治33年）9月10日に資本金を2万円に増資し、銀行業（銀行類似会社）を開始した。1905年（明治38年）2月には普通銀行となり、合名会社植田銀行と称した。さらに、1917年（大正6年）10月4日には植田金融合資会社を合併し、株式会社へ改組するとともに、資本金も20万円に増資した。それ以降は浅舞、大森、院内、前郷、横手の支店を設置し業績を伸ばし、1934年（昭和9年）3月には資本金を50万円へと増資した。

### 一県一行主義への反対
秋田県に本店を置く普通銀行は、1920年（昭和元年）の時点で14行あったが、銀行法施行後は小銀行の再編が進み、1938年（昭和13年）には(旧) 秋田銀行（秋田市）、第四十八銀行（秋田市）、湯沢銀行（湯沢町）、羽後銀行（増田町）の4行となった。かねてより銀行合同化は進められてきたが、日中戦争（支那事変）の勃発により戦時経済が色濃くなってくると、一経済地域一行から一県一行主義とする画一的なものへと変化し、銀行合同をさらに積極的に推進した。1941年（昭和16年）には(旧) 秋田銀行、第四十八銀行、湯沢銀行が合併し、新たな秋田銀行が発足したことにより、秋田・羽後の2行体制となった。
1940年（昭和15年）9月、大蔵省の検査のために検査員が来行したが、その際の態度から、県下4行（当時、新秋田銀は未発足）を1行に合同させようとする意図が明らかであった。これを察知した羽後銀行は、「地方銀行における当行の地位」と題する論文を提出し、具体的な動きが起こる前に合併に反対であることを表明した。しかし、同年末には県下4行に大同合併するようしきりに要請がなされた。羽後銀行は、秋田県の県南地区が一つの経済圏を形成していることから、その地域銀行として存続するのがふさわしいと主張し、合同への不参加を表明した。しかし、大蔵省は、経済基盤の弱い秋田県においては一行体制が適当であると判断し、県下一行化が確定方針であるかのように強引に合同を勧告した。1941年（昭和16年）4月30日に大蔵省が示した「秋田県新立銀行案」に対し、羽後銀行は正式に反対であることを示し、同年5月29日の大蔵省臨検の際も、断固として合併に反対であるとした。

### 本店を県南の中心都市・横手へ移転
久米田正之助専務の後を継いだ久米田七之助常務は、戦後の混乱の中、さらなる飛躍を目指して本店を県都秋田市へと移転する構想があった。しかし、当時の行員はわずか30数名ほどで、支店数も25店であり、秋田市へ進出するにはまだ体を成していないと判断し、まずは県南地区の中心都市である横手町へと移転することを決めた。増田町は鉄道が通らず、交通や運輸、通信はすべて横手町もしくは十文字町を経由するという状況で、諸官庁との交渉や連絡を迅速に行えず、業務に支障をきたしているのに対し、横手町は奥羽本線・横黒線（現在の北上線）・横荘線（現在は廃止）が十字に交差する交通の要所となっており、商工業の規模も大きくなっていた。増田は特産物の生産が激減したことにより商工業が著しく縮小しており、横手とは対照的に衰微していた。
1949年（昭和24年）6月20日の取締役会において、本店を横手町に移転し、増田町の本店を増田支店へ、横手支店は廃止することを決議し、同年7月4日の株主総会でこれを可決した。同月8日には当局へ申請を行い、8月2日付で認可、9月20日に移転を完了させた。

### 本店を県都・秋田市へ移転
本店を横手に移転してから、1951年、1952年、1954年の3度にわたって増資を行い、資本金は1億円となった。また、角館、能代、土崎に支店を開設するなど、自己資本の充実や店舗網の拡大に努めた。さらに、本部機構の改革や諸規程の制定を進め、近代的な銀行への脱皮を目指し、1955年（昭和30年）には、大蔵省に対して本店の秋田市移転を陳情し始めた。
陳情を続ける中、本店予定地として秋田県物産館（3,878m2）跡地を1960年（昭和35年）11月18日に取得した。本店予定地は確保できたものの、大蔵省からは時期尚早としてなかなか認可が降りず、やむを得ず支店として店舗を設置し、本部機能の一部を移転して将来的には本店とするという構想を示した。その名称は中央支店とすることを1961年（昭和36年）7月25日の取締役会で決議し、同年11月10日には中央支店設置およに不動産取得についての内許可申請書を提出し、同年12月11日に内認可を、翌年9月25日に本認可を受けた。
1962年（昭和37年）12月10日、中央支店が開店した。建物は鉄筋コンクリート構造の地上4階、塔屋1階。中央支店の開設を機に、行明看板の色が赤（金赤）に統一された。また、中央支店の開設に伴い、役員室の一部および営業に関連するすべての部門が秋田市の中央支店へ移転された。一方で、横手の本店には総務部の一部、人事部、研修課、検査部が残されが、本部機能が本店と中央支店に二分されたことにより、不便さが増大した。そのため、本店の早期移転を実現するためにさらなる陳情を重ねた結果、1964年（昭和39年）4月28日付で本店移転の本認可を得ることができた。
1964年5月1日、本店は横手市（1951年市制施行）から秋田市へと移転され、従来の本店は横手支店へと改称された。また、本店の移転に伴い、1964年（昭和39年）6月19日に羽後銀行は横手市へ旧本店の別館を寄贈した。この頃、横手市では図書館の移築を計画しており、これを知った羽後銀行は、本店別館の建物が図書館への転用に適していると判断し、建物を寄贈するに至った。その後、1965年（昭和40年）5月に横手市立図書館が別地から移転し、同館に入居して開館した。

### 北都銀行の誕生
1992年当時における秋田県内の銀行の勢力図は、資金量1兆5,000億円を誇るトップ地銀の秋田銀行を筆頭に、6,000億円の羽後銀行、3,000億円の秋田あけぼの銀行が続く“一強二弱”の体制となっていた。こうした中、羽後銀は1995年に迎える創業100周年にむけ、資金量9,000億円の達成のため業容の拡大に取り組んでいたが、自己資本比率規制によりむやみに資産は増やせない状況下にあり、徹底した合理化を図るにせよ資金量は1兆円は欲しいと考えていた。一方、秋田あけぼの銀は1991年に合理化推進のため実業団野球チームを解散したほか、これからのコンピュータ投資には最低1兆円の資金量が必要であると認識しはじめていた。この資金量1兆円への渇望が、両行が合併に向う大きな誘引となった。また、今後一層の金融自由化や国際化が進展し多岐にわたることが予想される顧客ニーズを踏まえ、収益状況に余裕のある段階での合併が最良であるとも判断した。
1993年4月1日に誕生した北都銀行は、合併時の店舗合算が131店となり秋田銀の107店を上回る体制となったため、これを有効に活用しリテールバンク「大衆金融」に徹し、地元中小企業や、個人事業主に対する資金提供や経営相談に特化する戦略が打ち出された。合併当初は、県内を代表する二大銀行のひとつとして行内外より歓迎を受け、創業100周年にあたる1995年には業績も順調に伸びていた。この時点では、2005年の創業110周年を目処に、秋田県の企業としては2社目となる東京証券取引所一部上場を計画していた。

### 混迷、そしてフィデアホールディングス傘下へ
しかし、その後の長期不況やデフレーションの進行により秋田県経済も深刻度を増した上、1996年に始まった金融ビッグバンの荒波にもまれ経営は苦戦を強いられた。北都銀もその渦中には、2003年までには53か店の統廃合や人員削減中心の合理化策を講じるも、2期連続の赤字計上となり効果がうまく生かされなかったほか、行員の不祥事により金融庁から業務改善命令を受け、ついには齋藤隆夫頭取（当時）が引責辞任に追い込まれるほど、経営は混迷を極めた。そして、収益力の脆弱さを補うべく講じられていた積極的な有価証券運用あるいはデリバティブ取引が、サブプライムローン問題やリーマンブラザース破綻による市場の混乱により、あだとなってしまい、2008年3月末には120億円を超える含み損を抱える事態となり、自己資本比率も5.58%に低下するなど非常事態を迎えるに至った。そこで、顧客に安心感を与えるため早急な自己資本増強策に迫られた加賀谷武夫頭取（当時）が、親密先であるみずほフィナンシャルグループに相談したところ、荘内銀行への橋渡しをされたことが、資本提携、ひいてはフィデアHD傘下入りする端緒となった。

### 公的資金注入
2010年3月、フィデアHDに整理回収機構から優先株方式の資本注入が行われ、それを元資に、北都銀行が新たに発行する優先株 をすべてフィデアHDが引き受ける形で間接的に100億円の公的資金が注入された。
2021年9月末、21年3月期の利益剰余金が190億円となり財務が改善し、返済後の自己資本比率も健全性を確保できる水準が見込めると判断し、前倒して半額の50億円を返済した。
業務効率化と併せて「法個一体営業」を推し進め、県内中小企業向けの貸し出しを大きく伸ばし、2022年12月末時点での県内中小企業向け貸出金残高が3578億円。公的資金注入前と比べて約1千億円増やした。再生可能エネルギー分野に加え、販路開拓などの本業支援も地道に進めてきた結果、2023年2月27日、期限を2年前倒しで残り50億円を完済した。

### 荘内銀行との合併構想
2024年1月25日、フィデアホールディングスは北都銀行と荘内銀行の2026年度中の合併に向けて検討を進めることを発表した。同年2月に合併に向けた準備委員会を設置し、新銀行の名称や本店の所在地などを協議してきた。2024年11月8日、フィデアホールディングスは2027年1月1日に北都銀行と荘内銀行を合併しフィデア銀行とする予定であることを発表した。本店は現在の荘内銀行山形営業部とし、現在の荘内銀行本店はフィデア銀行鶴岡営業部とする予定である。また、合併に先立って2025年4月1日から北都銀行と荘内銀行の頭取は兼務とし、2025年5月26日から荘内銀行は本店所在地を山形県鶴岡市から山形県山形市へ変更し、同日に店名を現山形営業部から山形本店営業部へ、現本店営業部から鶴岡営業部へ変更予定である。

### 年表
- 1895年（明治28年）5月3日 - 株式会社増田銀行として秋田県平鹿郡増田村（現：横手市）に設立[12][17]。
- 1917年（大正6年）7月1日 - 資本金を20万円へ増資[21][73]。
- 1919年（大正8年）
  - 4月1日 - 資本金を50万円へ増資[73]。
  - 4月 - 平鹿郡横手町（現在の横手市）に横手支店を開設[74]。
- 1920年（大正9年） - 横堀・稲庭（現在の湯沢市）に支店、十文字（現在の横手市）に派出所を開設[73]。
- 1922年（大正11年）
  - 3月1日 - 株式会社羽後銀行に商号変更[24]。
  - 5月26日 - 秋田市に秋田支店を開設[75]。
  - 9月6日 - 秋田市通町に秋田支店を母体とする通町派出所を開設[76]。
  - 11月10日 - 本店を母体とする十文字派出所を支店に昇格[76]。雄勝郡西馬音内町（現：羽後町）に西馬音内支店を開設[76]。
  - 12月14日 - 初めての県外店舗として岩手県和賀郡湯田村（現：西和賀町）に川尻支店を開設[76][75]。
- 1926年（大正15年）
  - 11月18日 - 平鹿郡横手町（現：横手市）に横手支店を母体とする横手駅前派出所を開設[76]。
  - 11月20日 - 仙北郡大曲町（現：大仙市）に横手支店を母体とする大曲派出所を開設[76]。
  - 12月11日 - 南秋田郡一日市町（現：八郎潟町）に秋田支店を母体とする一日市派出所を開設[76]。
  - 12月13日 - 平鹿郡大森町（現：横手市）に横手支店を母体とする大森派出所を開設[76]。
  - 12月17日 - 平鹿郡浅舞町（現：横手市）に横手支店を母体とする浅舞派出所を開設[76]。
- 1928年（昭和3年）
  - 6月2日 - 通町派出所が出張所になる[76]。
  - 6月20日 - 湯沢市に支店を開設[76]。
  - 9月20日 - 大館銀行と仁賀保銀行を合併する[26]。
  - 11月1日 - 安田銀行本荘支店を事業譲受し、羽後銀行本荘支店として発足[77]。
- 1932年（昭和7年）4月18日 - 植田銀行を事業譲受[78][79]。
- 1936年（昭和11年）10月30日 - 安田銀行横手支店を事業譲受[80]。
- 1937年（昭和12年）3月27日 - 川尻支店を廃止し、岩手殖産銀行（現：岩手銀行）に事業譲渡。
- 1945年（昭和20年）
  - 10月1日 - 雄勝郡川連町（現：湯沢市）に川連特別出張所を開設[81]。
  - 12月1日 - 象潟・扇田の出張所を支店に昇格[82]。
- 1947年（昭和22年）
  - 4月1日 - 仙北郡生保内町（現：仙北市）に生保内特別出張所を開設[81]。
  - 5月12日 - 南秋田郡船川港町（現：男鹿市）に船川出張員詰所を開設[81]。
- 1949年（昭和24年）
  - 9月20日 - 本店を平鹿郡横手町（現：横手市）に移転[48]。
  - 11月28日 - 船川出張員詰所を船川支店に昇格[82]。1954年3月31日に支店所在地の船川港町は男鹿市となり、男鹿支店と改称する[82]。
  - 1月10日 - 飯塚・花岡・川連・生保内の各特別出張所を普通出張所に昇格[82]。
- 1950年（昭和25年）
  - 5月18日 - 仙北郡角館町岩瀬町に角館支店を開設[81]。
  - 10月21日 - 川連出張所を廃止[82]。
  - 12月1日 - 横手駅前・生保内・通町・飯塚・花岡の各出張所を支店に昇格[82]。
- 1952年（昭和27年）12月1日 - 秋田市土崎港に土崎支店を開設[81]。
- 1954年（昭和29年）8月2日 - 能代市柳町に能代支店を開設[82]。
- 1958年（昭和33年）
  - 4月28日 - 北秋田郡鷹巣町に鷹巣支店を開設[83]。
  - 10月23日 - 稲庭支店において強盗殺人事件が発生[84]。
- 1962年（昭和37年）12月10日 - 中央支店を開設[53]。本店機能の一部を移転。
- 1963年（昭和38年） 
  - 12月16日 - 山形県酒田市に酒田支店を開設[83]。戦後に県外にて支店を設けるのは初[83]。
  - 子犬のマスコット貯金箱「うぎんのコロちゃん」を制作[85]。
- 1964年（昭和39年）
  - 5月1日 - 本店を秋田市に移転[57]。中央支店を廃止。
  - 9月21日 - 鹿角市に十和田支店を開設[83]。
- 1965年（昭和40年）
  - 4月5日 - 鹿角市に花輪支店を開設[86]。
  - 5月3日 - 羽後銀行行歌を発表[87]。
  - 8月2日 - 大館市に大館駅前支店を開設[86]。
  - 11月16日 - 東京事務所を開設[88]。
- 1967年（昭和42年）8月10日 - 宮城県仙台市青葉区本町2丁目2番3号（広業ビル）に仙台支店を開設[88]。
- 1968年（昭和43年）9月3日 - 秋田市に川尻支店（後の川元支店）を開設[86]。
- 1979年（昭和44年）12月5日 - 東京都中央区日本橋4丁目2番地（登栄ビル）に東京支店を開設し、ここに東京事務所を移転[86]。
- 1980年（昭和45年）12月11日 - 秋田市に新国道支店を開設[86]。
- 1981年（昭和46年）10月21日 - 秋田市に明田支店を開設[86]。
- 1982年（昭和47年）
  - 2月22日 - 岩手県盛岡市に盛岡支店を開設[86]。
  - 4月10日 - シンボルマーク「幸せマーク」を制定[89]。
  - 10月23日 - 秋田市に港北支店を開設[86]。
- 1983年（昭和48年）2月27日 - 株式会社羽後電子計算センター（UDC）を設立[90]。
- 1984年（昭和50年）
  - 3月1日 - 中央市場出張所を開設[91]。
  - 9月4日 - 山形支店を開設[91]。
  - 10月7日 - 牛島支店を開設[91]。
- 1985年（昭和51年）12月2日 - 八橋支店を開設[91]。
- 1977年（昭和52年）
  - 6月17日 - 新潟支店を開設[91]。
  - 11月2日 - 本店新館が竣工[92]。地上10階、高さ44m[92]。
- 1978年（昭和53年）
  - 3月20日 - オンラインシステム稼働[93]。
  - 11月9日 - 能代南支店を開設[91]。
  - 12月6日 - 将軍野支店を開設（合併後は高清水支店に）[91]。
- 1978年（昭和54年）10月23日 - 青森支店を開設（合併後は青森南支店に）[91]。
- 1980年（昭和55年）
  - 財団法人久米田羽後奨学会設立[94]。
  - 5月27日 - 合川支店を開設[91]。
  - 11月11日 - 楢山支店を開設[91]。
  - 11月13日 - くらしと経営の相談所開設[95]。
  - 11月21日 - 外旭川支店を開設[91]。
  - 12月3日 - 大館東支店を開設[91]。
- 1981年（昭和56年）12月2日 - 割山支店を開設[91]。
- 1982年（昭和57年）
  - 7月28日 - 手形支店を開設（合併後は手形南支店に）[91]。
  - 11月25日 - 大曲南支店を開設[91]。
- 1983年（昭和58年）
  - 10月4日 - 桜支店を開設[91]。
  - 12月1日 - 羽後信用保証株式会社（後の北都カードサービス、現：フィデアカード）を設立[96]。中央市場出張所が支店に昇格[91]。
  - 12月2日 - 新屋支店を開設（合併後は日新支店に）[91]。
- 1984年（昭和59年）
  - 5月22日 - 本荘御門支店を開設[91]。
  - 6月6日 - 山王支店を開設[91]。
  - 12月6日 - 自衛隊前支店を開設[91]。
- 1985年（昭和60年）
  - 6月14日 - 登町支店を開設[91]。
  - 11月22日 - 外国為替取扱業務を開始[97]。
  - 12月2日 - 羽後ビジネスサービス株式会社（後の北都銀ビジネスサービス株式会社）を設立[96]（2014年に北都銀に吸収合併され解散[98]）。
  - 12月4日 - 横手南支店を開設[91]。
- 1986年（昭和61年）1月4日 - 新シンボルマークを制定[89]。シンボルマークは「Ugo Bank」の頭文字を羽根のイメージで図化したもの[89]。
- 1987年（昭和62年） - 公共債フルディーリング業務を開始。
- 1990年（平成2年）9月2日 - 東北地方の地銀初となるサンデーバンキングを開始[2]。「うぎんユーシーカード」（後の北都クレジット、現：北都カードサービス）を設立。
- 1991年（平成3年）1月 - 「うぎんディーシーカード」（後の北都カードサービス、現：フィデアカード）を設立。
- 1993年（平成5年）4月1日 - 秋田あけぼの銀行と合併、株式会社北都銀行に商号変更。
- 1994年（平成6年）3月26日 - 長期ビジョン「北都21世紀ビジョン」を発表[99]。
- 1995年（平成7年）5月3日 - 創業100周年を迎える[100]。
- 1996年（平成8年） - コルレス包括承認銀行認可取得。旧山王グラウンド跡地に事務センター竣工。
- 1997年（平成9年） - 新オンラインシステム稼働。
- 1998年（平成10年） - 「北都銀行倫理憲章」制定。外為業務全店取扱開始。投資信託窓口販売業務開始。
- 1999年（平成11年） - 「すまいるローンプラザ」休日営業開始。
- 2000年（平成12年） - 第三者割当増資を実施（資本金126.69億円）。
- 2001年（平成13年） - インターネット・モバイルバンキング開始。山本支店を開設。
- 2002年（平成14年） - テレホンバンキング開始。生命保険窓口販売業務開始。
- 2003年（平成15年） - システム運用部門のアウトソーシング開始。
- 2004年（平成16年） - 「決済用預金」取扱開始。
- 2005年（平成17年） - 創業110周年を迎える。長期ビジョン「Our Future」策定。証券仲介業務開始。秋田西支店を開設。
- 2006年（平成18年） - 勘定系システムをPROBANKに移行。本荘御門支店を廃止。
- 2007年（平成19年） - 秋田北支店を開設。
- 2008年（平成20年）
  - 5月14日 - 荘内銀行との共同持株会社を通じた経営統合を視野に入れた資本提携を行うことを発表。
  - 10月1日 - 北都カードサービスが北都クレジットを吸収合併。
  - 11月17日 - 秋田市最古の支店である秋田支店を廃止。
  - 11月17日 - イオン銀行と個人カードに限ってATM相互無料開放開始。
  - 11月20日 - 株式会社北都ソリューションズを設立し、債権の一部を吸収分割により同社へ譲渡。
- 2009年（平成21年）
  - 1月19日 - 荘内銀行とATM相互無料開放開始。
  - 3月 - 盛岡支店を廃止して大曲支店へ統合。
  - 8月10日 - 秋田市南部の支店を一部再編し、秋田南支店を中核とする体制に変更。
  - 8月11日 - ライフプラザホールディング（現：ほけんの窓口グループ）と保険商品窓口販売に関する業務提携を締結。
  - 10月1日 - フィデアホールディングス株式会社設立にともない、同社の子会社となる。
  - 10月10日 - イオン大曲ショッピングセンター内に、大曲プラザ支店を開設。
  - 10月16日 - ほっくんプラザ・秋田駅前支店仲小路出張所ATMコーナーに「北都 ほけんの相談窓口」を開設。
- 2010年（平成22年）
  - 2月15日 - 荘内銀行・イオン銀行とのATM相互入金提携（終日無料）を開始。
  - 3月31日 - 公的資金100億円の注入を受け入れる。
  - 9月18日 - イオンスーパーセンター大館店内に大館プラザ支店を開設。
- 2011年（平成23年）
  - 4月1日 - ICキャッシュカード一体型の銀行本体発行のクレジットカード・「北都ブライトワン」の発行開始。
  - 4月11日 - みちのく銀行（本店：青森市）とATM相互無料開放開始。
  - 5月1日 - 土崎南支店を近隣のイオン土崎港店内に移転し、インストアブランチと称する店舗に転換。
- 2012年（平成24年）
  - 3月1日 - 北都総研を吸収合併。
  - 4月1日 - 子会社の北都カードサービスが荘銀カードに吸収合併され、フィデアカードとなる。
  - 5月28日 - セブン銀行と接続開始。
- 2013年（平成25年）
  - 3月17日 - 本荘石脇支店をイオンスーパーセンター本荘店内に移転し、インストアブランチと称する店舗に転換。
  - 10月1日 - 本店営業部設置50周年（2014年）事業に伴う本店本館の改修工事終了にともない、本店営業部の新店舗営業を開始[101]。
- 2014年（平成26年）
  - 1月24日 - 北都銀を所属銀行とする初の銀行代理店店舗として、同日オープンした秋田住宅流通センター秋田中央店内に、「北都銀行本店営業部秋田住宅流通センター秋田中央代理店」を開設。住宅ローンの受付と店舗外ATMの取り扱いとなる。
  - 5月1日 - 本店営業部開業50周年となる
  - 5月7日 - 勘定系システムをBeSTAcloudへリプレース。
  - 7月1日 - 北都銀ビジネスサービス株式会社を吸収合併。
  - 9月22日 - ネット支店・北都銀行あきたびじょん支店を開設。
  - 10月31日 - 子会社の株式会社北都ソリューションズを解散。
  - 11月17日 - 大館駅前支店が新築移転し、大館プラザ支店がイオンスーパーセンター大館店内から、大館駅前支店内にブランチインブランチで移転する[102]。
- 2015年（平成27年）
  - 1月22日 - 北都ビルディング内に所在するローン専管拠点である「すまいるローンステーション」の窓口機能を泉支店の2Fに移設した上、「ほくと泉ローンステーション」を設置。支店併設の保険相談に併せて土日営業を実施。
  - 4月1日 - 秋田市から秋田市立図書館のネーミングライツを一括取得。各館に「ほくとライブラリー」の愛称が冠された[103]。
  - 7月6日 - あきた食彩プロデュースが開業した「食彩・町家館」などが立地する再開発エリアに角館支店を新築移転。
  - 8月3日 - イーネット及びローソンATMとの接続開始。
- 2016年（平成28年）
  - 2月22日 - 北都チャレンジファンド1号投資事業組合を清算。
  - 6月6日 - 県内金融機関としては初のペット保険の取り扱い開始[104]。
  - 11月28日 - 農作物生産・流通ベンチャーのアグリホールディングスと連携協定を締結[105]。
- 2019年（令和元年）8月1日 - 「有料職業紹介事業」について厚生労働大臣の許可を取得し、人材紹介業務を開始[106]。
- 2021年（令和3年）9月30日 - 注入を受けた公的資金100億円のうち50億円を返済。
- 2023年（令和5年）2月27日 - 公的資金を完済[69]。
- 2027年（令和9年）1月1日 - 存続会社を荘内銀行として合併し「フィデア銀行」として発足。〈予定〉[107][108]

## 歴代頭取

### 羽後銀行頭取
| 代 | 氏名     | 期間            | 備考                       |
| -- | -------- | --------------- | -------------------------- |
|    | 塩田雄次 | 1973年 - 1988年 |                            |
|    | 鈴木辰雄 | 1988年 -1993年  | 1993年：合併。北都銀行成立 |

### 北都銀行頭取
| 代 | 氏名       | 期間            | 備考                     |
| -- | ---------- | --------------- | ------------------------ |
| 1  | 鈴木辰雄   | 1993年 - 1995年 | 1993年以前は羽後銀行頭取 |
| 2  | 齋藤隆夫   | 1995年 - 2003年 |                          |
| 3  | 加賀谷武夫 | 2003年 - 2008年 |                          |
| 4  | 斉藤永吉   | 2008年 - 2019年 |                          |
| 5  | 伊藤新     | 2019年 - 2025年 |                          |
| 6  | 佐藤敬     | 2025年 -        |                          |

## 営業政策

### 県内店舗

#### 秋田市
2005年以降順次、市内店舗のリロケーションと営業体制の見直しがはかられた。その端緒として、同年には八橋支店（旧羽後銀八橋支店）を西支店（旧あけぼの銀西支店）と統合の上、現在地に新築移転し秋田西支店と改称した。2007年には、港北支店（旧羽後銀港北支店）を飯島支店（旧あけぼの銀飯島支店）と統合、新築移転し秋田北支店と改称。また、翌年には秋田支店を本店営業部に統合（後述の北都銀行秋田支店を参照）。
さらに、2009年には秋田南支店を現在地に移転させ、旧あけぼの店としては、同市初の中核店に格上げした。これにより、同市中心部の中核店を本店営業部（副次的に秋田駅前支店および保険相談プラザ）、郊外部の中核店を土崎支店、秋田・東西南北各支店とする体制が確立された。2010年10月24日には、同市では羽後銀行時代に設置された店舗としては最後の店舗である泉支店を、隣接する駐車場敷地内に新店舗を建設したうえで新店舗開業と同時に個人専門店に転換し、平日の延長営業と土日営業を開始した。次いで、同年11月22日には、牛島支店（旧・羽後店）を、マルダイ牛島店敷地向かいに移転し、土日の窓口は従来どおり開かれないものの、平日の時間延長の部分のみながら営業内容自体は泉支店同様の営業スタイルの店舗に転換した。泉支店には、2015年1月22日より、「ほくと泉ローンステーション」を併設し、ローン相談の強化を図ることになった。2014年1月14日には、新国道支店を新店舗へ移転し、AOKIと同一敷地内の拠点で、平日延長営業を開始している。なお、新国道支店・秋田西支店・秋田南支店の3拠点に関しては、2015年4月1日より時間延長を取りやめた。

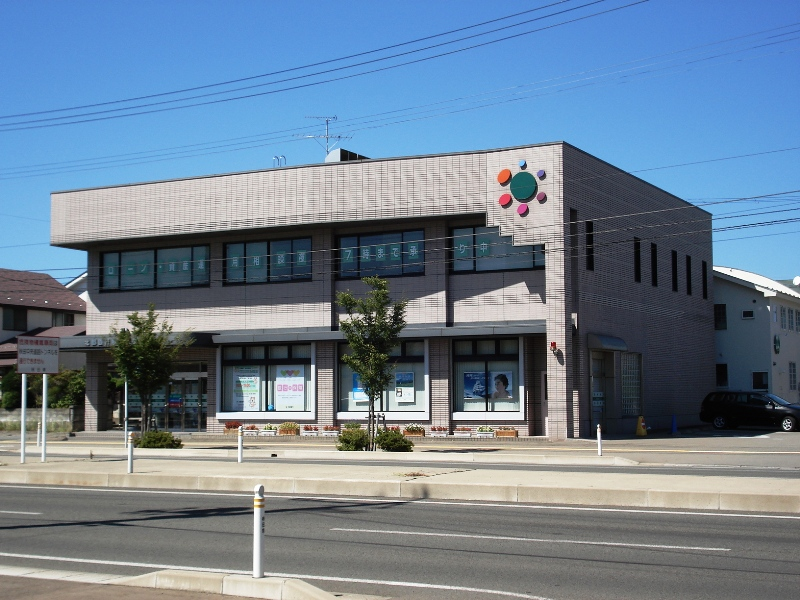
秋田東支店
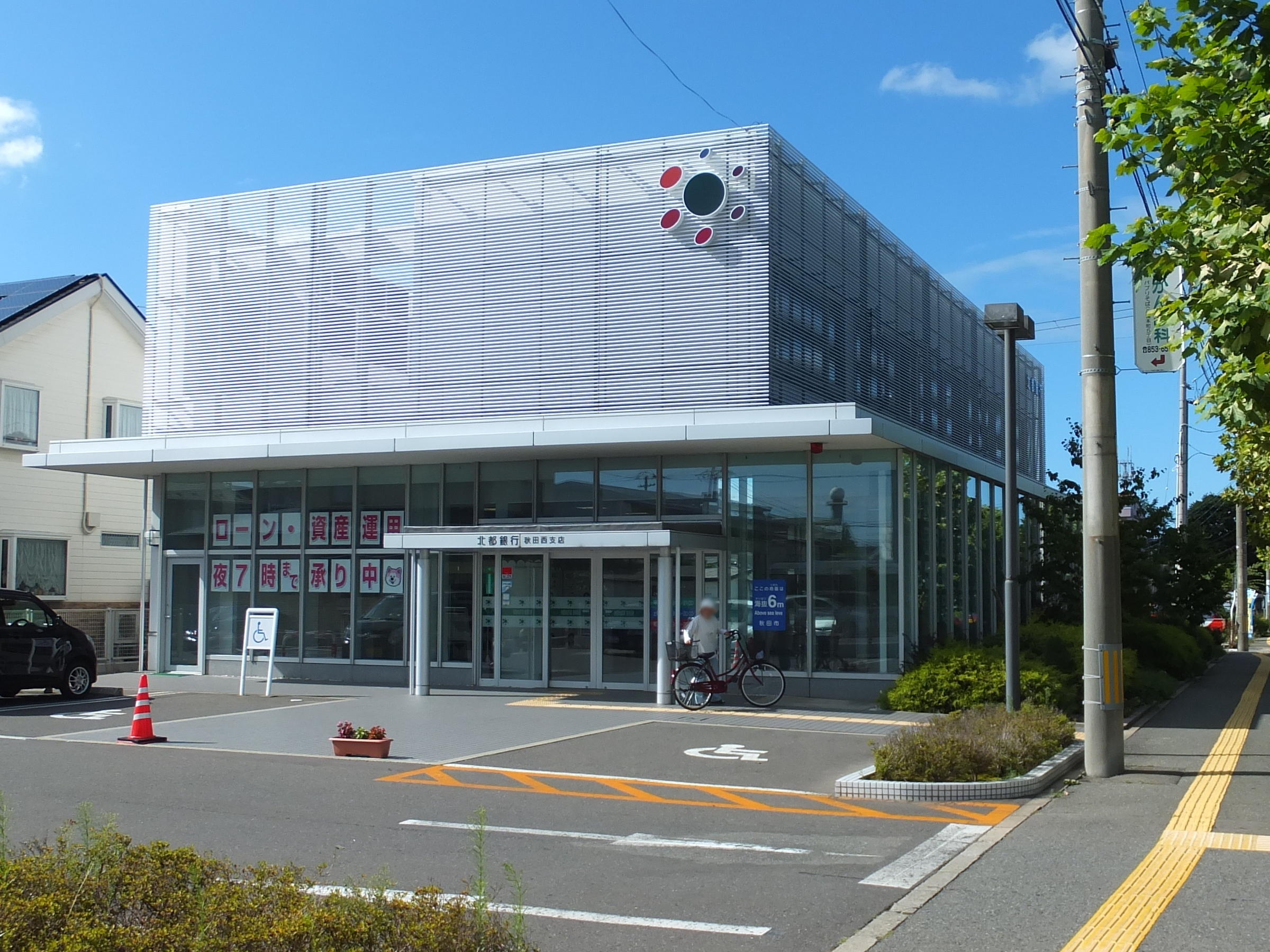
秋田西支店
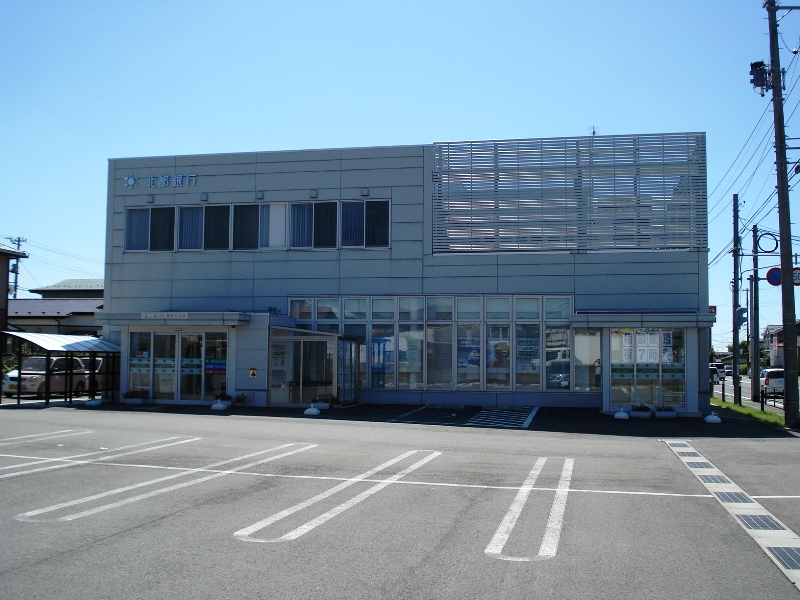
秋田北支店
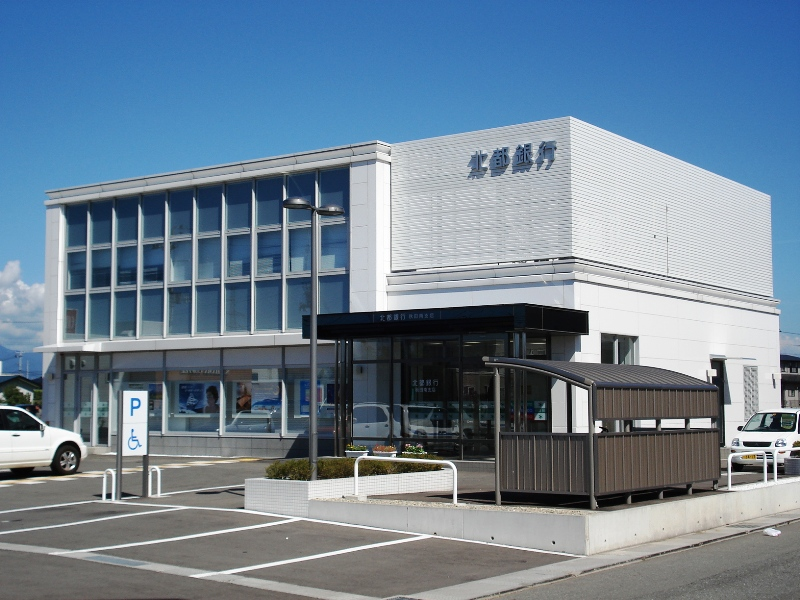
秋田南支店

#### 横手市
横手市には、前身である羽後銀行が1964年まで本店を置いていた。また、横手市役所出張所は、北都銀における唯一の有人出張所となっている。

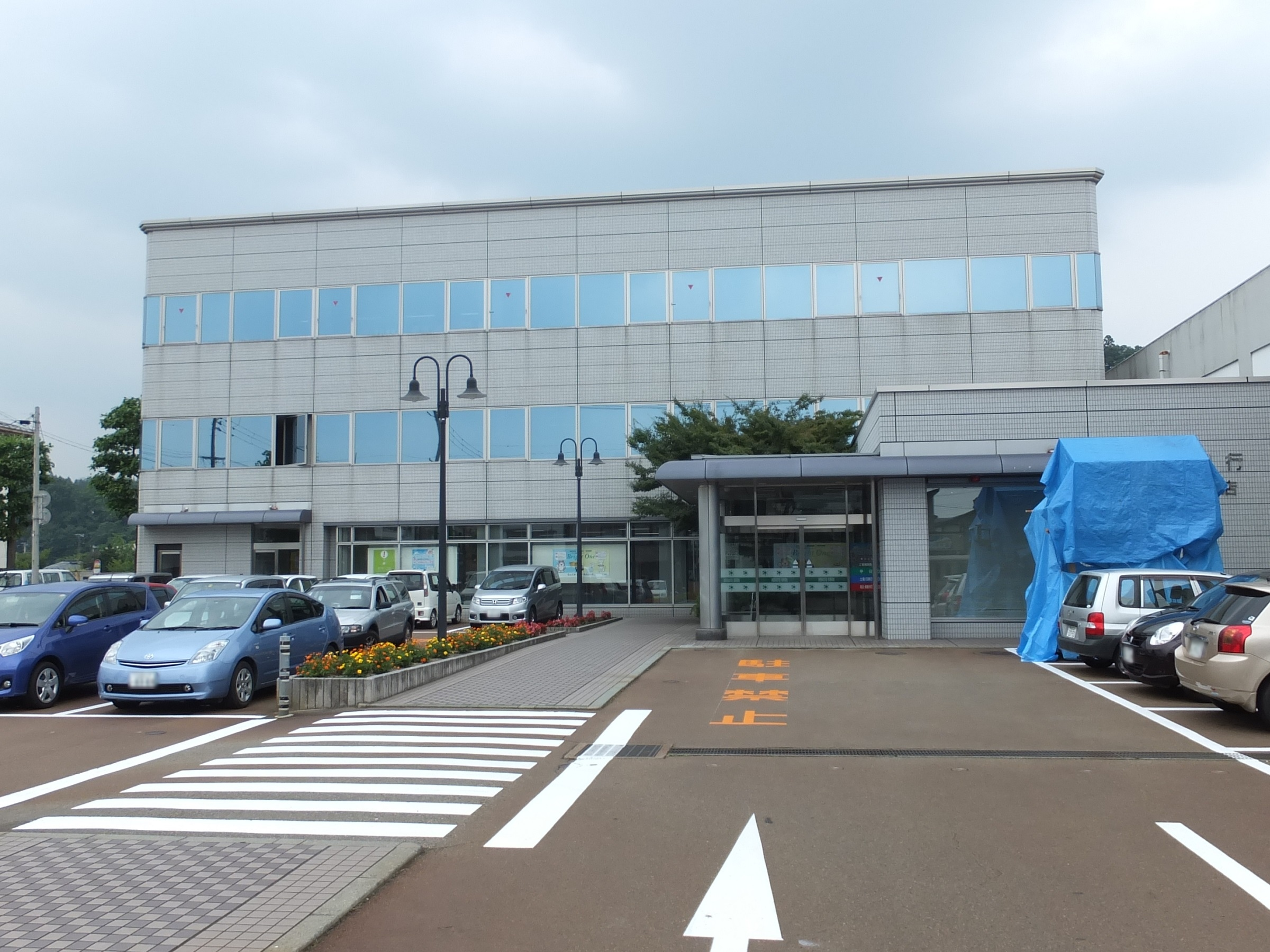
横手支店
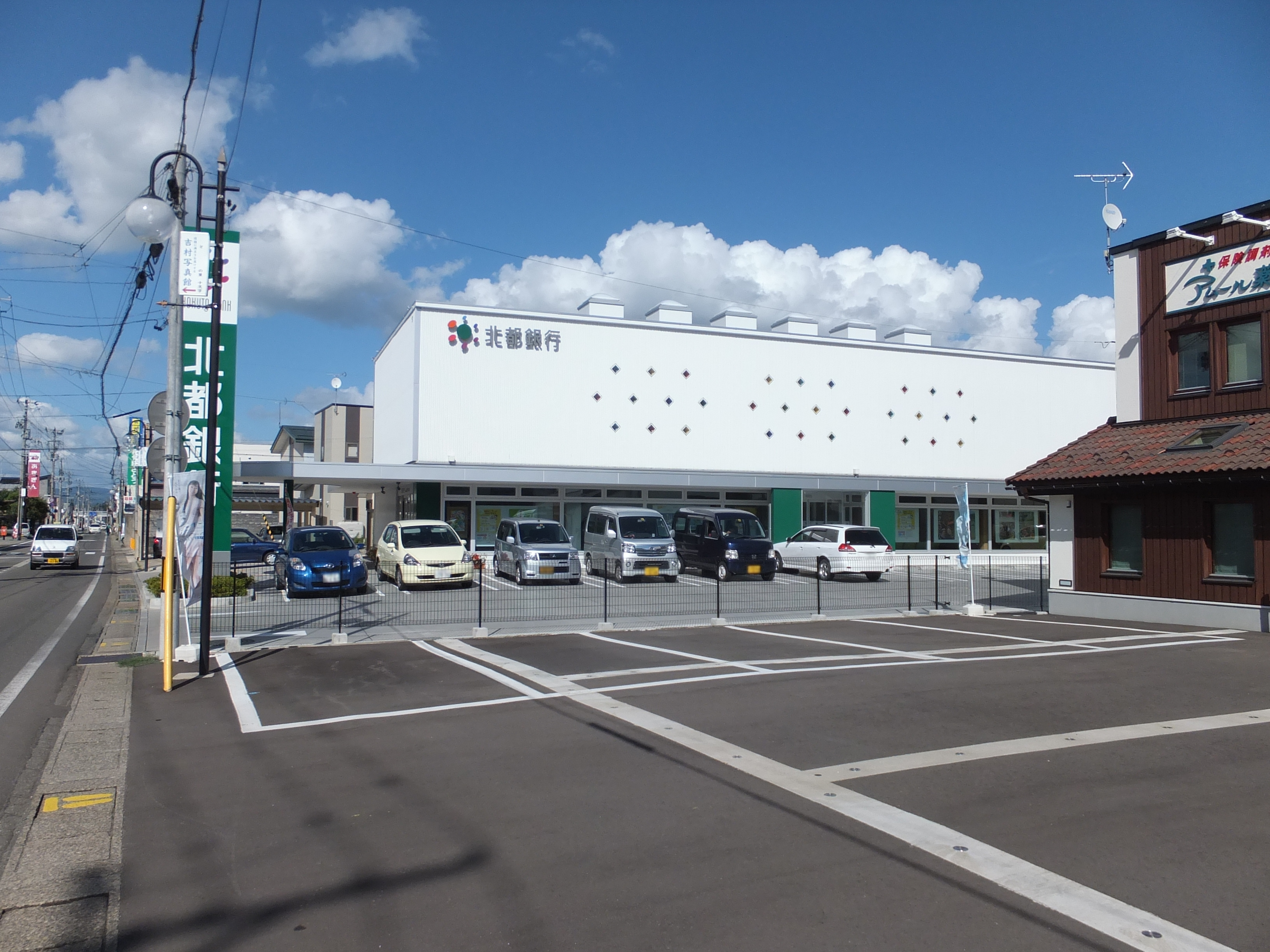
十文字支店
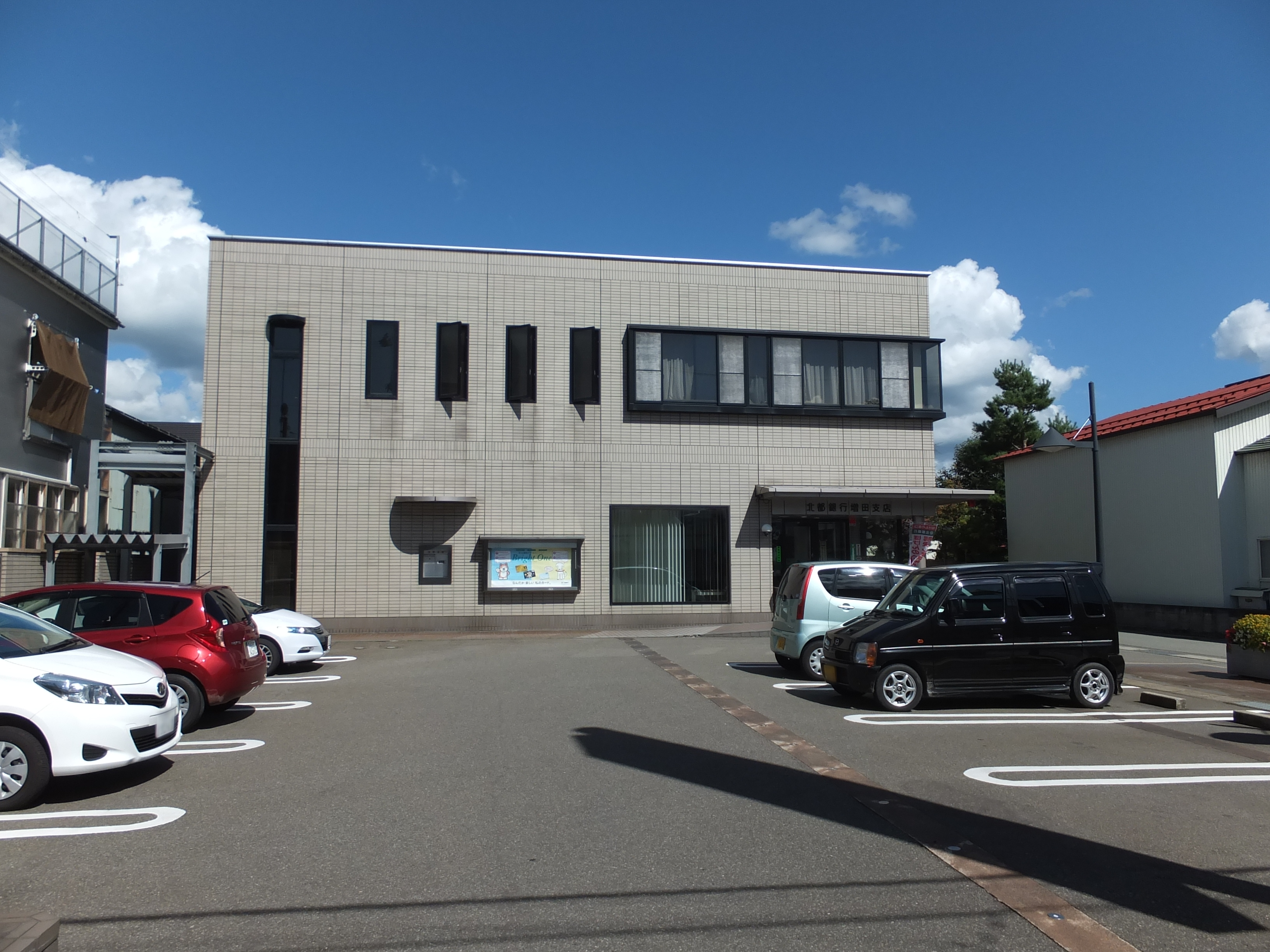
羽後銀行発祥の地にある増田支店
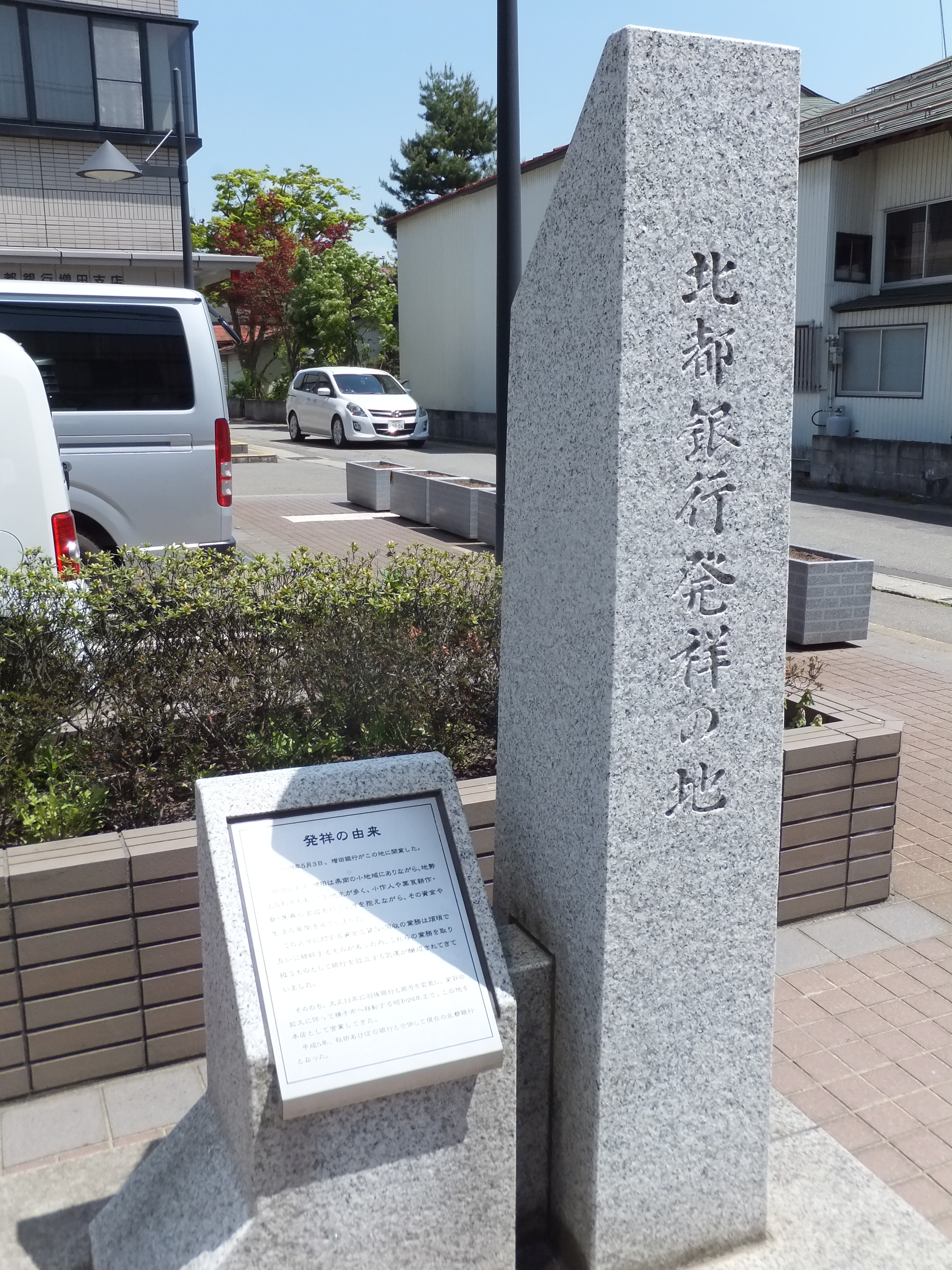
発祥の地のモニュメント

### 主要拠点事例

#### 北都銀行本店営業部
1964年5月1日、秋田市役所の初代庁舎 跡地である現在地に開設。既に、後述する(旧)秋田支店や秋田駅前支店が秋田市進出していたため、進出1号店ではなかった。2013年10月には、翌年の県都への本店設置50周年に先立ち、本店本館の外装をはじめとした営業部窓口の改修工事が完了した。なお、本部棟である本店新館は1977年竣工。秋田市への本店開設当初から営業窓口として使用している本店本館とともに、今日まで使用されている。

#### 北都銀行秋田支店

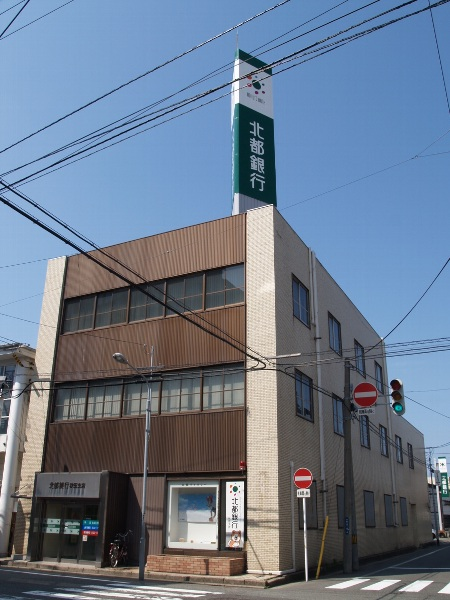
旧秋田支店

秋田市進出の1号店は、秋田支店であった。これは、当時の増田町に本店を置いていたことから、秋田市の基幹拠点として設置したものである。1922年の設置であるため、戦後の発足である秋田無尽を前身とする旧秋田あけぼの銀行本店だった、旧秋田中央支店よりも歴史が古い。なお、北都銀発足後に、旧あけぼの店である旭南支店を統合している。しかし、法人顧客の重複などを理由に、2008年11月17日に本店営業部に統合され、店舗外ATM「本店営業部大町出張所」として存続させたが、翌年には同出張所は閉鎖した。その後跡地には2010年2月9日に「だんまや水産秋田大町店」がオープンした。これにともない、秋田市で最古の拠点は後述の秋田駅前支店となり、戦前に開設された拠点はなくなった。本店所在地の都市名の支店が設置されるのは全国的にも珍しいが、北都銀の場合は、上記のいきさつによるものである。

#### 北都銀行秋田駅前支店

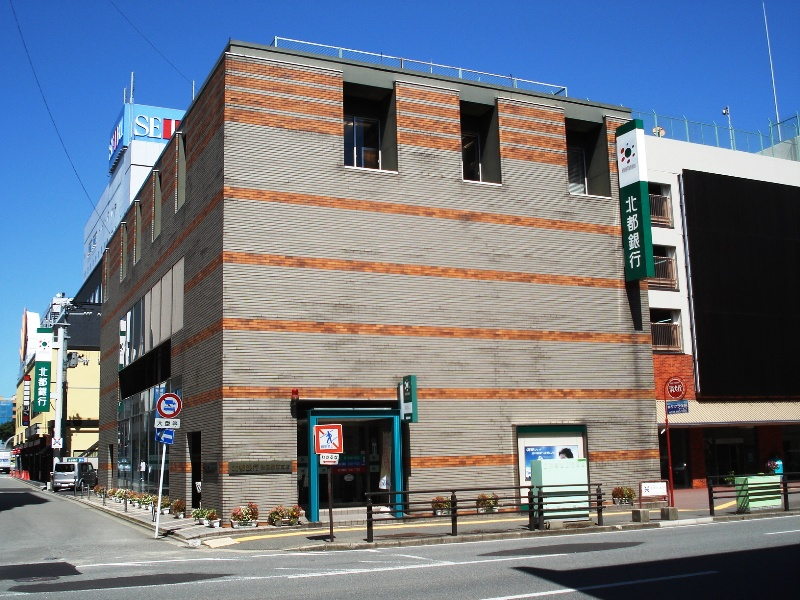
旧秋田駅前支店
（旧・中通り支店跡地

2008年11月に本店営業部に統合された秋田支店に次ぎ、市内店舗としては2番目に古い店歴（あけぼの店を含めれば3番目）を誇り、現存店舗としては、旧あけぼの店を含め、秋田市では最古の拠点となる。これは、1956年に当時の羽後銀秋田支店を母店とする有人出張所（秋田支店秋田駅前出張所）として開設されたのが始まりで、正式には1959年の改組、支店昇格が当支店発足の原点としている（支店昇格からカウントしても、現本店発足より5年も前に設置されている）。1969年には、2代目店舗に移転し、北都銀発足後も変わらず同地に所在したが、1996年10月、旧あけぼの銀秋田駅前支店を前身とする中通り支店を統合し、同時に旧中通り支店跡地に移転、2020年10月完成したクロッセ秋田1階に移った。

#### 北都ビルディング（旧：北都銀行別館）

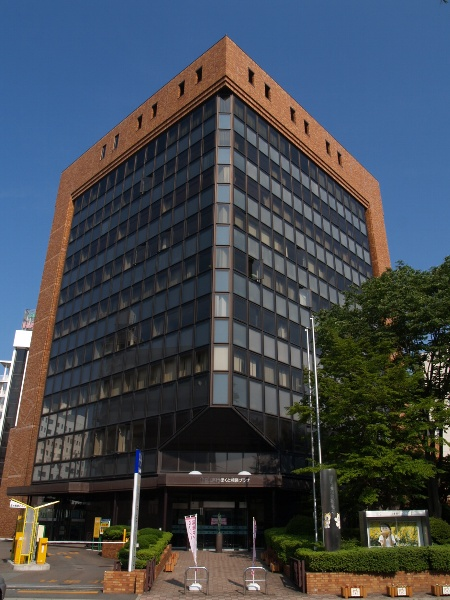
北都ビルディング

秋田あけぼの銀行本店ビルは、合併後北都銀行別館と称した。これにより、旧あけぼの銀本店営業部は、秋田中央支店に改称後、1996年に本店営業部に統合となった。2011年6月1日「北都ビルディング」に改称、翌年系列の秋田不動産サービスがビルを取得した。

#### 北都銀行分館

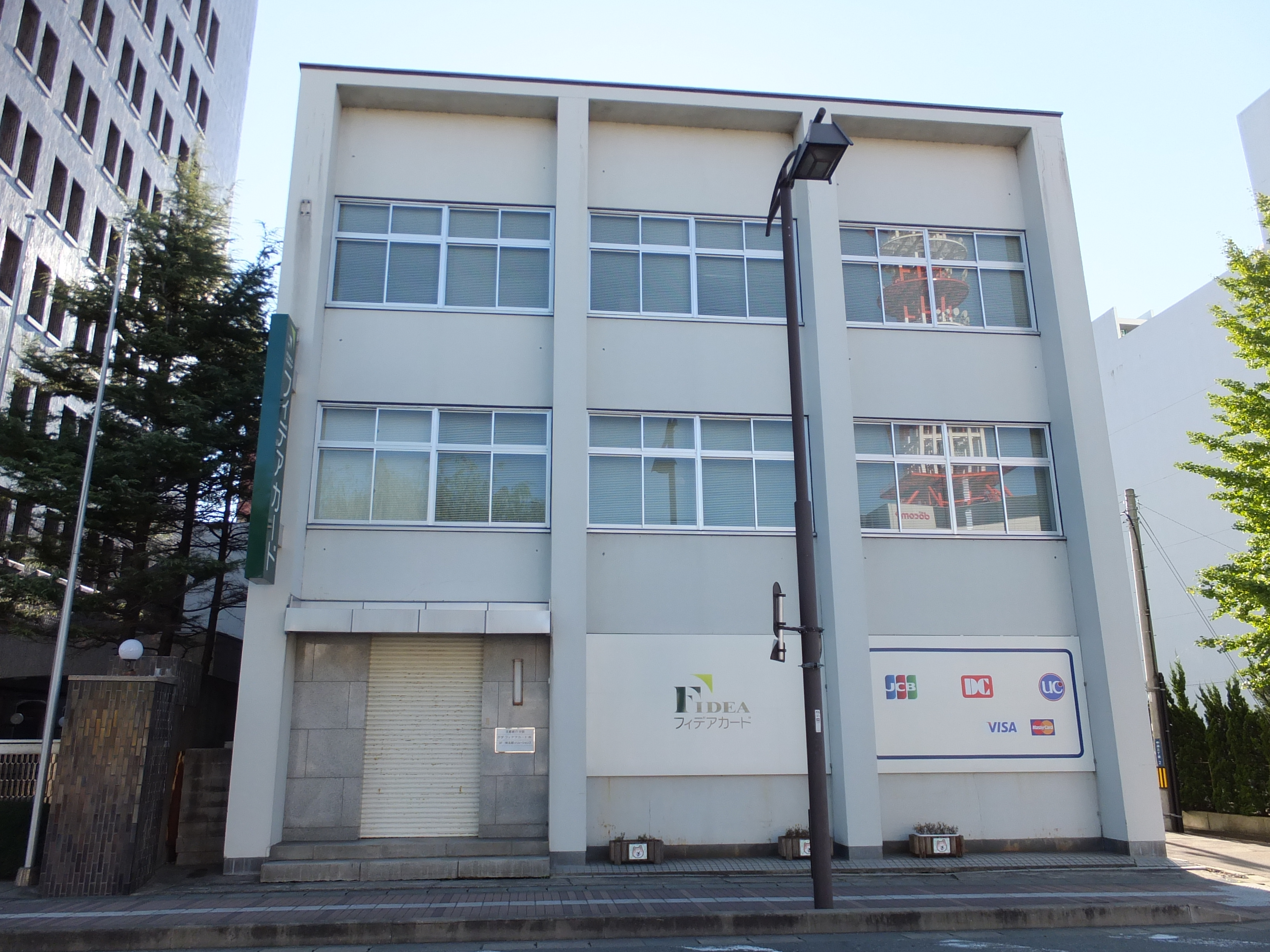
北都銀行分館

北都銀行本店新館に隣接する旧住友生命秋田分館を買収し、北都銀行分館として利用している。フィデアカード（本社および秋田営業部）が所在する。

### インストアブランチ
秋田県内で最大5店舗を展開していたが、2020年3月までにイオンモール秋田内の御所野支店を除き、ほかの全店は近隣支店に統合となった。

### ほけんの窓口@北都銀行
2009年8月11日、ライフプラザホールディング（現：ほけんの窓口グループ）と保険商品窓口販売に関する業務提携を締結。御所野支店、大曲プラザ支店などの保険販売拠点で同社のスタッフ派遣を受け入れていたが、提携をさらに強化し、共通ブランドを設けることが集客や販売強化につながると判断し、新たに「ほけんの窓口@北都銀行」を創設した。

### 海外駐在員事務所
2014年7月31日、北都銀としては初の海外の拠点としてタイのバンコクに駐在員事務所を開設した。同行から派遣する行員と、2010年8月から2年間、国際教養大学専門職大学院（秋田市雄和）に留学し、北都銀でインターンシップに臨んだいたバンコク出身の女性を新規採用し、県内企業の現地での販路拡大や進出を支援するほか、タイの旅行代理店に秋田県をPRして誘客に取り組むとしている。

### 県外店舗

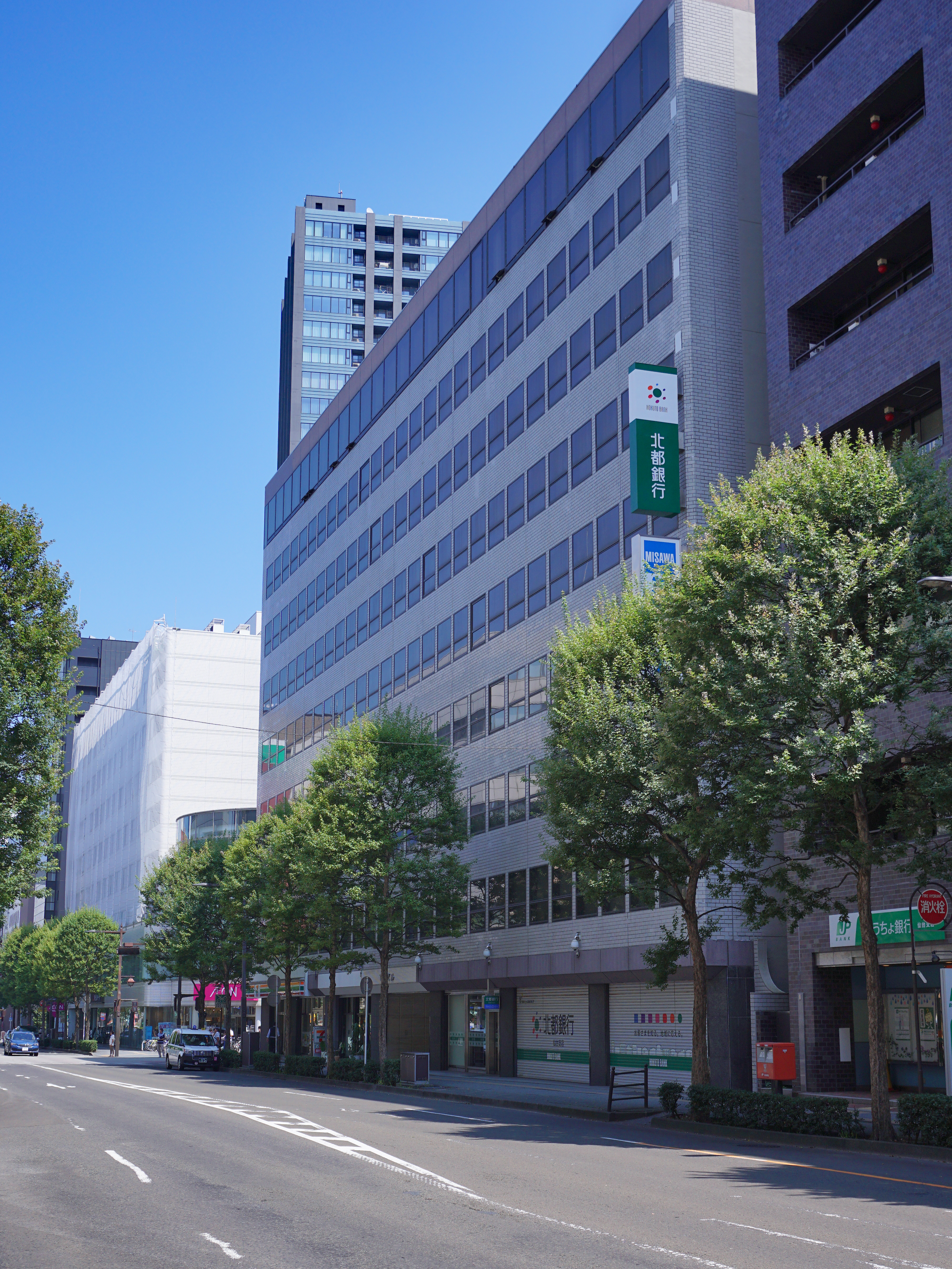
TMビル

仙台支店
1967年8月10日、羽後銀は仙台市本町（現：青葉区本町）に仙台支店を開設し、1970年2月25日には秋田相銀が一番町（現：青葉区一番町）のTMビルに仙台支店を開設した。合併後、秋田あけぼの銀仙台支店は仙台一番町支店と改称し、1997年1月に仙台支店に統合、旧仙台一番町支店を新「仙台支店」とした。 このほか、羽後銀が1992年12月2日に宮城野区榴岡のティ・エヌビルに開設したものの、不採算であった仙台東支店を1999年10月12日に仙台支店に統合している。
東京支店
1969年12月5日、羽後銀は中央区日本橋室町のビル1階に東京支店を開設し、1971年7月14日には秋田相銀が台東区上野の安田火災ビル1階に東京支店を開設した。合併後、秋田あけぼの銀東京支店は上野支店に改称、後年、東京支店に統合となった。フィデアHD傘下入りに伴い、2010年3月23日、東京支店と荘銀東京支店は、業務運営の効率化や一体化を促進する目的で、先にフィデアの東京本部や両行の市場証券部門が入居している日本橋室町のヒューリック日本橋室町ビル（現：日本橋室町プラザビル）2階に移転集約となった。2つの銀行の支店が同じフロアに並ぶのは全国で初めて。

### 廃止・統合となった県外店舗
青森・弘前支店
1954年8月20日、秋田相銀は弘前市に弘前支店を開設し、1965年10月4日には青森市橋本の住友生命ビル1階に青森支店も開設した。他方、羽後銀は1979年10月23日に橋本に青森支店を開設した。合併後、羽後銀青森支店は青森南支店に改称され、1994年3月28日に青森支店に統合となった。その後の不採算店舗の見直し政策に沿って、青森・弘前の両支店は2002年11月末までに廃止となり、業務は大館支店が引き継いだ。
盛岡支店
1961年11月24日、秋田相銀は盛岡市大通に盛岡支店を開設し、羽後銀は1972年2月22日に本町通に盛岡支店を開設した。合併後、羽後銀盛岡支店は盛岡本町支店に改称し、1994年11月7日、盛岡本町支店は盛岡支店に統合。旧盛岡本町支店を新「盛岡支店」とした。その後、同店は廃止となり業務は大曲支店が継承した。
山形支店
1963年10月21日、秋田相銀は山形市香澄町に山形支店を開設し、1972年9月25日、山形交通のテナントビル（現：ユトリアケアセンターかすみが立地）1階に移転した。他方、羽後銀は1975年9月4日、桜町のNHK山形放送局の隣に位置した第百生命山形支社ビル（現：ジェネラスマンション桜町が立地）1階に山形支店を開設した。
合併後、秋田あけぼの銀山形支店は山形駅前支店と改称され、1994年3月28日に合理化推進のため、山形支店に店舗統合となった。その後、非効率店舗の統廃合の一環で2000年9月22日を以て、山形支店は閉鎖・廃止となった。同店の業務は仙台支店が引き継ぎ、他の金融機関への移管を希望する取引先には荘銀を紹介した。
酒田支店
1954年7月1日、秋田相銀は酒田市上中町（現：中町）に酒田支店を開設し、1963年12月26日には羽後銀も中町に酒田支店を開設した。合併後、秋田あけぼの銀酒田支店は酒田中町支店に改称、1994年3月22日に酒田支店に統合となった。2017年11月13日、酒田支店は酒田共栄火災ビル1階から中町1丁目に新築移転するが、2022年2月21日、象潟支店に移転統合となった。これによって北都銀は山形から実質的に撤退した。
新潟支店
1977年6月17日、羽後銀は新潟市東大通（現：同市中央区東大通）に新潟支店を開設。合併後、同店は非効率店舗の廃止の一環で1999年9月10日で廃止となった。
大宮支店
1974年6月20日、秋田相銀は大宮市土手町（現：さいたま市大宮区土手町）の埼共連ビル1階に大宮支店を開設。合併後、同店は合理化推進のため1999年9月を以って東京支店に統合となった。

### 地方公共団体取引
指定金融機関
秋田県内の次の自治体の指定金融機関を受託している。
- 横手市
- 湯沢市
- にかほ市
- 八郎潟町
- 羽後町
- 上小阿仁村
- 美郷町（秋田銀行との輪番制）

指定代理金融機関
- 男鹿市（男鹿支店のみ、船越支店は収納代理金融機関）

収納代理金融機関
- 秋田県
- 五城目町 など。

公営企業会計出納取扱金融機関
- 仙北市（温泉事業における出納取扱金融機関）
- 三種町（山本地域の水道事業の出納取扱金融機関）

公営企業収納代理店
- 秋田県企業局（本店営業部）

### 自動機サービス
ICキャッシュカード
2007年12月10日から生体認証対応ICキャッシュカードの発行が開始した。普通預金・貯蓄預金・カードローンの各カードが対象で、指認証を採用し、同時に各支店にIC・生体認証対応ATMが設置。クレジットカード一体型のものについては、2011年4月1日より「北都ブライトワン」の発行を開始。クレジット部分は、北都銀行がVJAに加盟して本体発行している。
コンビニATM
2012年5月28日、セブン銀行と接続を開始。さらに2015年8月3日、イーネットおよびローソンATMとも接続が開始した。
イオン銀行ATM無料接続
2008年11月17日より、個人カードのみだがイオン銀行ATMとの相互無料接続を開始した。その後、入金 と振込にも対応した。入金は利用可能な時間帯は無料で対応している。
ATM相互無料開放（地銀間）
北都銀・荘内銀・みちのく銀の3行間でATM相互無料開放を実施しており、いずれかの個人・法人カードで3行のATMを利用した場合、各行所定の平日時間内のカード出金における手数料が徴収されない。

## 系列会社の新設等

### ウェンティ・ジャパンを設立
2012年9月28日、風力発電事業を手掛けることによって、人口減や経済低迷に悩む地域を再生させることを目標に、市民風力発電（本社：札幌市）や北都銀のほか、地元企業などの出資によって設立。社長には町田睿北都銀会長（当時）からの推薦によって、羽後設備（本社：秋田市）の佐藤裕之社長が就任した。地銀としては異例の参画で、風力発電の整備計画を進めている。売り上げのみならず、建設、メンテナンスなどを内製化し、地元秋田に経済効果が広がる仕組みとした。秋田、新潟などに77基の設置を予定している。

### あきた食彩プロデュースを設立
2012年10月29日、秋田県農業におけるコメ生産偏重から脱し、農産物に付加価値をつけ農業の6次産業化などを推し進めることを目的に、北都銀やフィデアグループ、JR東日本やパソナのほか、県内企業等の出資によって設立。また秋田とは縁の深いTDKは設立にあたって500万円を寄付した。
台湾事務所
2014年10月、秋田からの食品輸出や台湾からの誘客などに関するマーケティング調査にあたる台湾事務所を開設し、県内企業と現地の商社やバイヤーをつなぐ商談会のほか、輸出促進を図る県内自治体や経済団体の案内業務などを担い、北都銀から出向した所長と現地採用の社員の計2人が業務に当たってきた。しかし、新型コロナウイルスの影響で業務が減り、先行きも見通せないため、今後はリモートでも商談などの業務ができると判断から、2021年2月19日を以って事務所を閉鎖した。
あきたタニタ食堂
秋田市中通1丁目のエリアなかいち内の商業施設を所有する「秋田まちづくり」からテナント管理等の委託を受けていた「秋田まるごと市場」（本社：秋田市）の事業撤退を受け、2014年6月、新たに秋田まちづくりと業務委託契約を結んだあきた食彩プロデュースが、タニタとFC契約を締結のうえ、12月27日、『@4の3』（アットヨンノサン）と命名され、改装オープンした商業施設の1階にあきたタニタ食堂を開業した。しかし、タニタ食堂は売上低迷のため、2018年3月末で閉店した。その後、タニタ食堂跡地にはレンタル店舗8店とレンタルボックス16個が設置のなかいち秋田銘品館としてリニューアルオープンしている。
食彩・町家館
2015年4月19日には仙北市角館のホテル跡地に農産物の6次産業化拠点施設として飲食や物販を営む「食彩・町家館」を開業した。あきた食彩プロデュースが1階で土産品店を直営していたが、新型コロナウイルスの影響で売り上げが減少したことなどから2020年12月で閉店。翌年4月からあきた食彩プロデュースとテナントの賃貸契約を締結した「秋田まるごと市場」が入居し、地元の特産品や県内各地の土産品、アンティーク雑貨などをそろえた新たな土産品店にリニューアルオープンした。

### 高齢者移住施設を整備
北都銀系列の秋田不動産サービス（本社：秋田市）が事業主体となり、秋田駅前の北都ほけんプラザや秋田信用金庫秋田駅前支店跡地に、医療や介護などの機能を備え、高齢者の移住の受け皿となる拠点施設であるクロッセ秋田を整備した。

## 情報処理システム

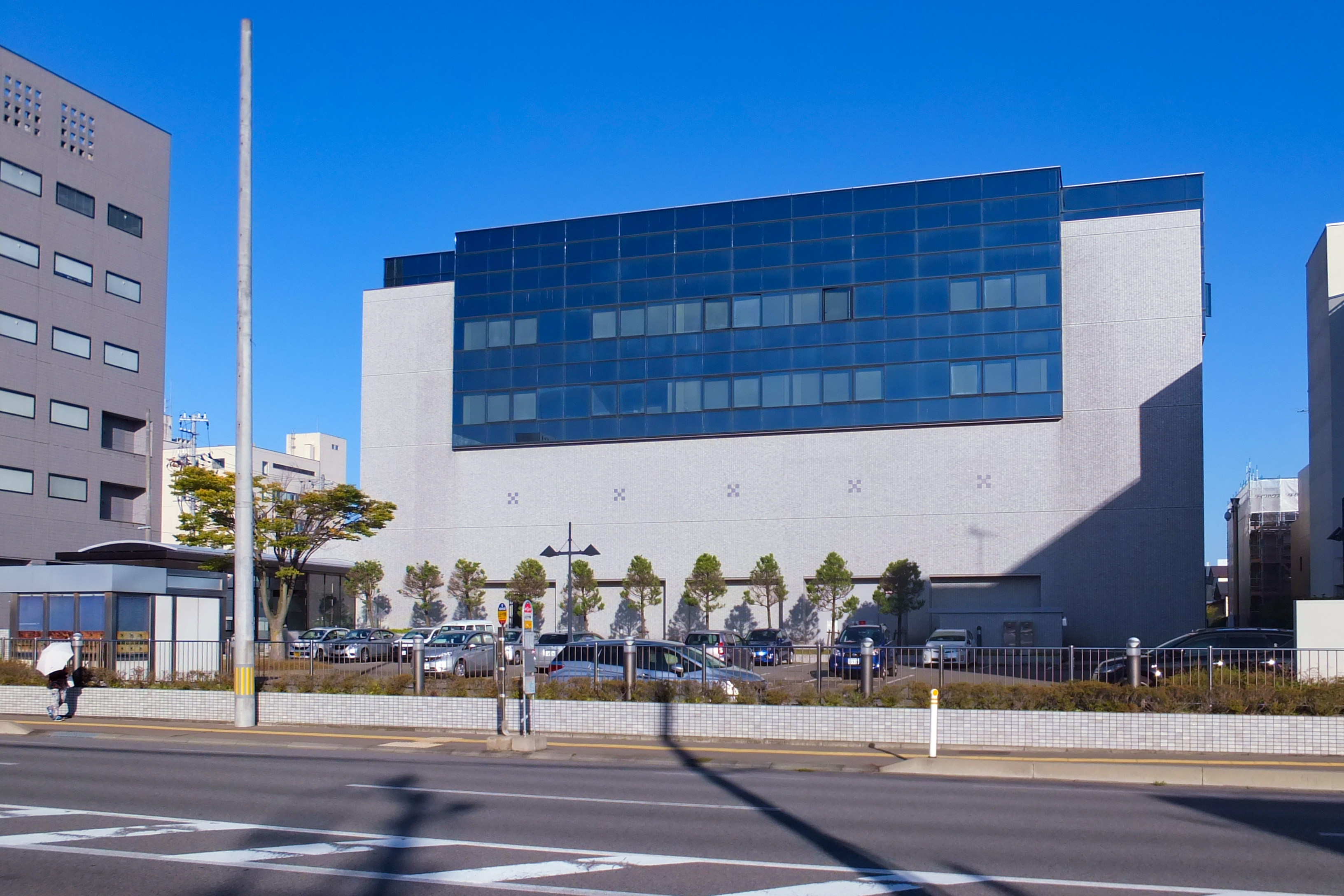
北都銀行旭北事務センター

前身である羽後銀は富士通、あけぼの銀はIBMともに構築した勘定系システムを運用していたが、合併の翌年明け当初に実施されたシステム統合の際には、副会長であった本山剛の主導の下、羽後銀の富士通のシステムに一本化された。2006年の5月連休明けからはPROBANKに移行した（当初は、2003年10月からの移行としていた）。

### チャネル系システム
個人向けインターネットバンキング
個人・個人事業主向けには、「《HOKUTO》マイバンク・ネット」を提供しており、導入当初は富士通のシステムをベースにしていた。後に、NTTデータのANSERベースのシステムに変更され、さらに2015年1月19日からは、AnserParaSOLに変更された。
法人向けインターネットバンキング
2008年4月21日より、法人向けAnser WEBのカーネルを利用したサービス「ほくと法人IBサービス」を開始した。

## CI及びキャラクター
1993年4月1日の合併時にCIを導入。シンボルマークやロゴのデザインを始めとした VIシステムおよび通帳や名刺などのアプリケーションの開発デザイナーは末広峰治デザイン室（現・パワーデザイン）の末広峰治。シンボルマークの中心の大きな正円は自然の宝庫である秋田の豊かな大地、また大地に根付いた地域の金融機関でありたいという願いを。 周りの6つの楕円は東北6県と移り変わる東北の四季を、また価値の増大と、今後変わりゆく時代環境に順応していく同行の姿を表すとしている。
また、合併後の1995年（平成7年）2月には、デザイナーである片岡文広がデザインした秋田犬をモチーフとするオリジナルキャラクターが発表された。同年3月1日から15日まで愛称を公募し、選考の結果「ほっくん」に決まった。